# فرودگاه هالیون
فرودگاه هالیون (به انگلیسی: Haliwen Airport) یک فرودگاه با کد یاتا ABU است . این فرودگاه در کشور اندونزی قرار دارد .